# Jordan Motor Car Company
La Jordan Motor Car Company è stata una casa automobilistica statunitense attiva tra il 1916 e il 1931 nel settore delle auto medie.

## Storia

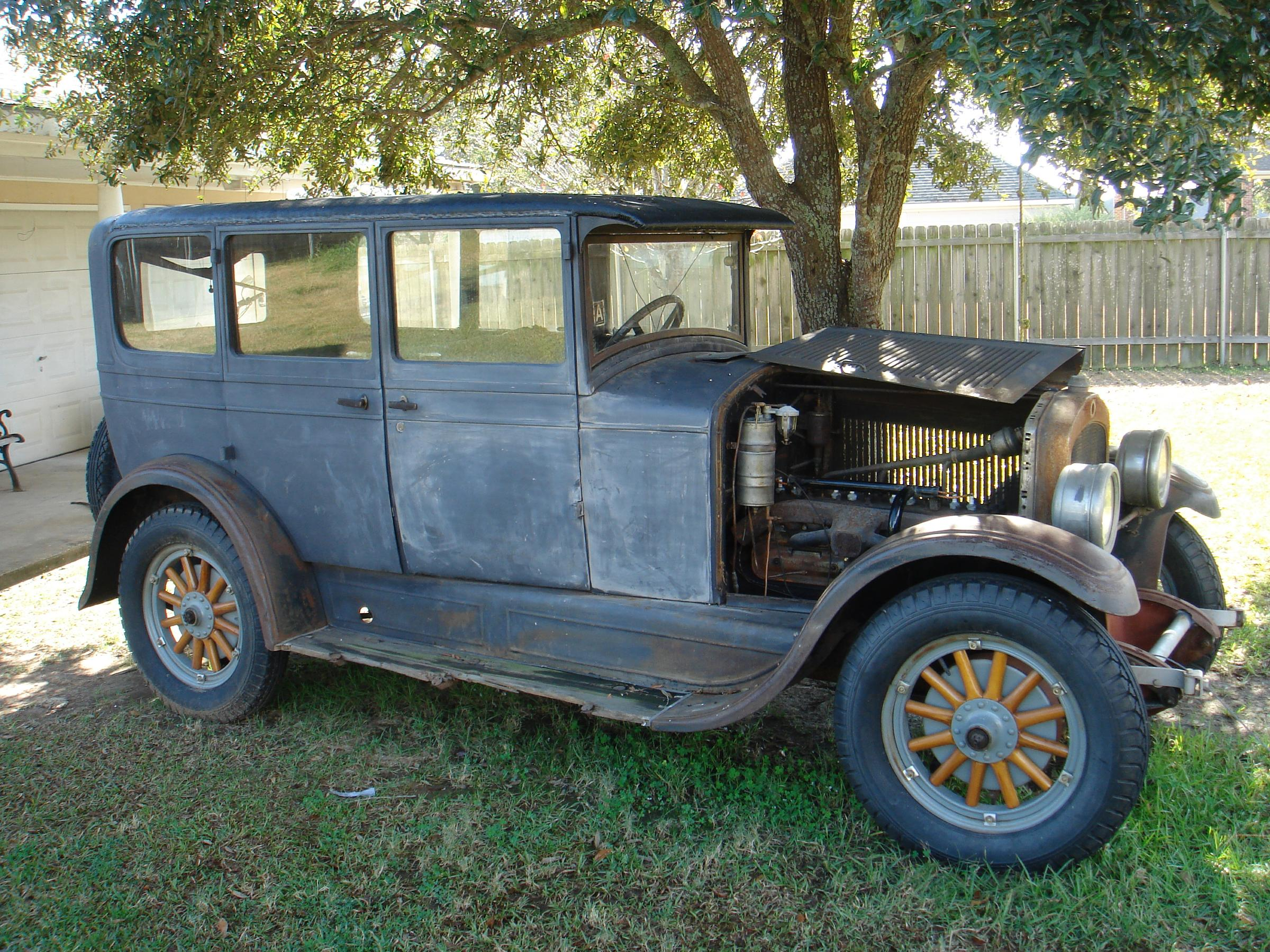
Una Jordan Sedan del 1928

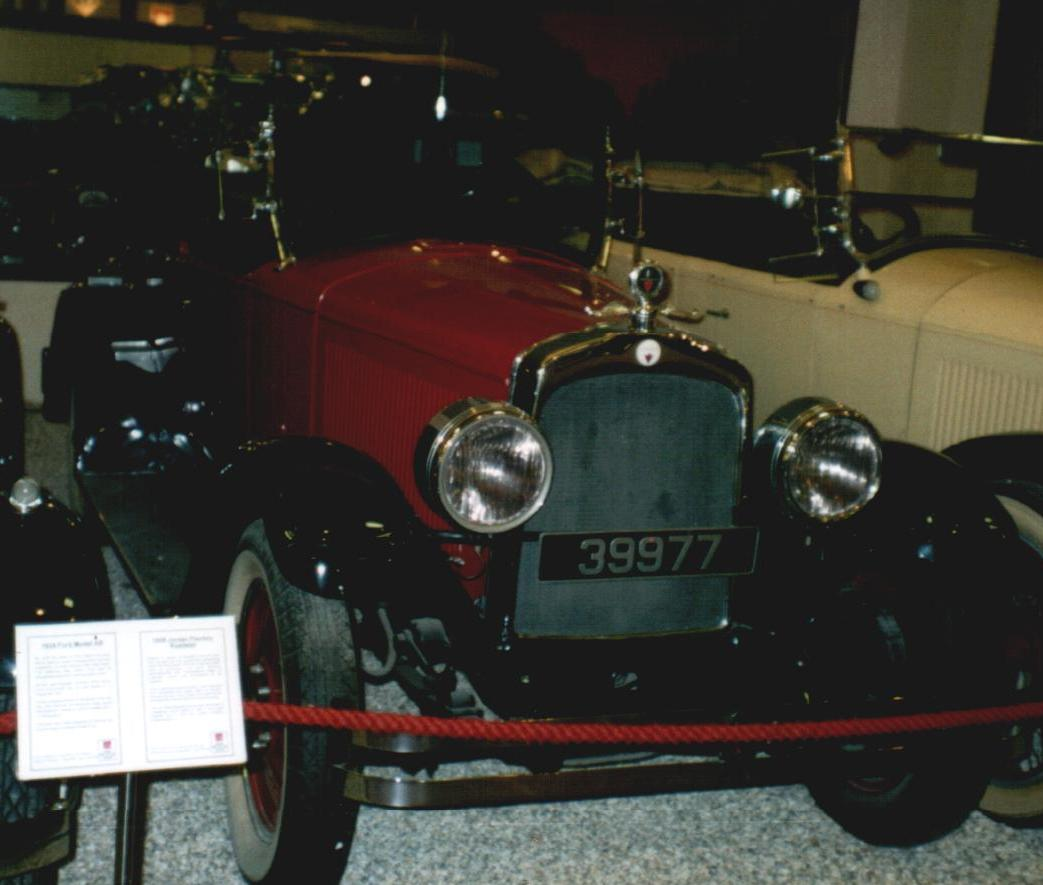
Una Jordan Playboy Roadster del 1928

La casa fu fondata da Edward Stanlaw "Ned" Jordan (21 novembre 1881 - 30 dicembre 1958) , un ex responsabile vendite di un'altra casa automobilistica, la Thomas B. Jeffery Company di Kenosha in Wisconsin.
Le automobili Jordan erano note più per il loro design accattivante che per la loro tecnologia avanzata. Pertanto, la pubblicità di questo marchio era spesso più originale dei veicoli stessi. Jordan una volta disse: "Le auto sono troppo noiose e monotone" ("cars are too dull and drab"). Secondo la sua opinione, la gente voleva guidare "macchine chic" allo stesso modo in cui si vestiva in modo elegante.
La Jordan Motor Car Comp. costruì il suo stabilimento nel centro di Cleveland (1070 East 152nd Street) lungo il percorso della Nickle Plate Railroad. La posizione era ideale per la spedizione di automobili finite. L'impianto fu costruito in due fasi: la costruzione dell'edificio principale iniziò il 5 aprile 1916 e fu completato circa sette settimane dopo. 
Un'ulteriore espansione avvenne pochi mesi dopo l'inizio dell'edificio principale.
Molte parti delle automobili Jordan venivano acquistate da società esterne. I componenti esterni includevano motori Continental, accensioni Bijur e motori di avviamento Bosch. 
Le carrozzerie dei modelli erano acquistate da diverse società dell'Ohio e del Massachusetts.
Nel primo anno parziale di produzione, il 1916, la Jordan vendette più di 1000 veicoli. 
Una peculiarità delle automobili Jordan è che erano disponibili in non meno di tre diverse varianti di rosso: Apache Red, Mercedes Red e Savage Red. Erano offerti altri colori dai nomi singolari: Ocean Sand Grey, Green Venice, Egyptian Bronze, Chinese Blue e Black, mentre il più stravagante era il Submarine Grey, che presentava abbinato un tetto color kaki e ruote arancioni diverse dalle altre varianti.
Alcuni dettagli di cui erano equipaggiate le automobili Jordan erano sorprendentemente progrediti per l'epoca, come il bocchettone di rifornimento della benzina, che veniva spostato dalla zona anteriore, vicino all'impianto di raffreddamento, alla parte posteriore del veicolo. 
Al suo posto le vetture Jordan possedevano uno dei sistemi di raffreddamento più moderni della loro epoca. 
La Jordan produsse componenti interamente in acciaio fin dalla metà degli anni '20, circa dieci anni prima rispetto alla Buick e otto anni prima della Chrysler con il suo modello Airflow.

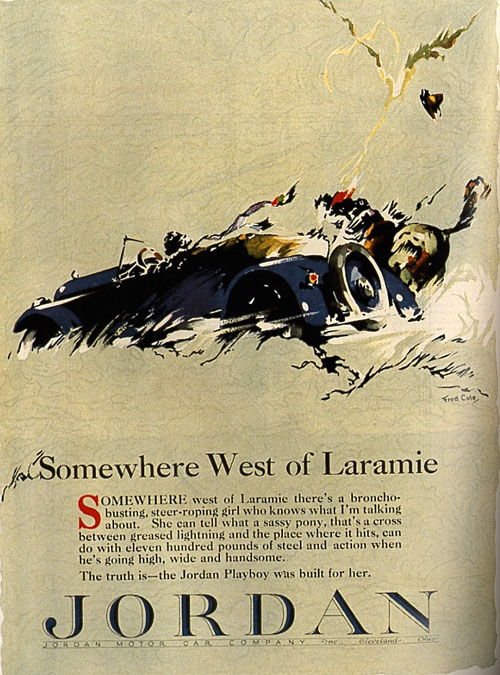
Una delle fantasiose pubblicità Jordan: "Da qualche parte, a ovest di Laramie"

Ned Jordan fu anche uno dei primi produttori di automobili ad applicare ai suoi prodotti un marketing emozionale e audace che includeva campagne pubblicitarie appropriate e nomi originali per i suoi veicoli, come "Sport Marine", "Tomboy" o "Playboy". 
Nel 1920, il marchio ampliò la sua gamma aggiungendo la coupé "Friendly Three" con lo slogan: "Dai un posto a due persone, tre se sono amichevoli" ("Seats two, three if they're friendly").
Nel 1927, l'azienda cominciò ad avere problemi nel momento in cui propose la lussuosa vettura compatta Little Custom, il cui insuccesso la pose in difficoltà finanziarie. 
La crisi del 1929 non fece che aggravare tale situazione.
Nel 1931 cessò la produzione della Jordan.
Nel 1932 la società fu messa in liquidazione.

## Modelli prodotti
- 1916 — Jordan 60 Series
- 1917 — Jordan J60 Series
- 1919 — Jordan F Series
- 1920 — Jordan M Series
- 1924 — Jordan H Series
  - Jordan K Series
  - Jordan L Series
- 1925 — Jordan A Series
- 1926 — Jordan J Series Line Eight
  - Jordan AA Series Great Line Eight
- 1927 — Jordan R Series Little Custom
- 1928 — Jordan Cross Country 6 Series
  - Jordan JJ Series
  - Jordan JE Series
- 1930 — Jordan 70 Series
  - Jordan 80 Series
  - Jordan 90 Series
  - Jordan Z Speedway

## Produzione
| Anno   | Esemplari prodotti |
| ------ | ------------------ |
| 1917   | 1.788              |
| 1918   | 5.713              |
| 1919   | 3.218              |
| 1920   | 7.817              |
| 1921   | 8.913              |
| 1922   | 4.167              |
| 1923   | 6.691              |
| 1924   | 6.159              |
| 1925   | 6.531              |
| 1926   | 8.469              |
| 1927   | 6.357              |
| 1928   | 7.386              |
| 1929   | 4.323              |
| 1930   | 985                |
| 1931   | 263                |
| Totale | 78.780             |